# Marie-Louise Meilland

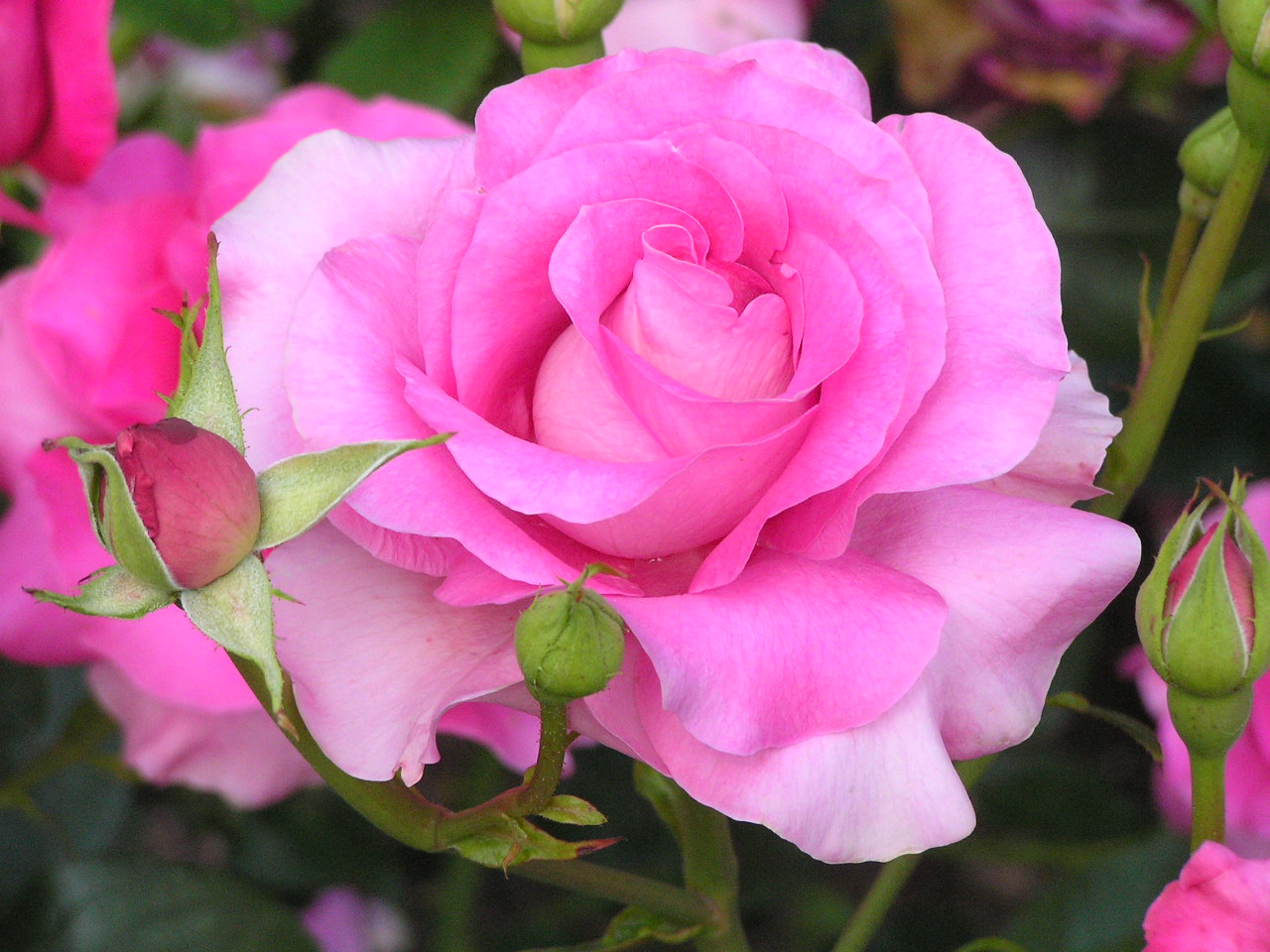
Die Marie-Louise Meilland gewidmete Teehybride ‘Manou Meilland’

Marie-Louise „Louisette“ Meilland, geboren als Marie-Louise Paolino (* 1920 in Antibes, Frankreich; † 7. März 1987 ebenda), war eine französische Rosenzüchterin.

## Leben
Marie-Louise Paolino, die allgemein „Louisette“ genannt wurde, wurde 1920 in Antibes geboren. Ihre französische Mutter Marie Élisabeth Greco stammte aus Grasse. Ihr Vater Francesco Giacomo Paolino, dessen Eltern in den 1890er Jahren aus Kalabrien nach Frankreich eingewandert waren, betrieb im günstigen milden Klima auf der Halbinsel Cap d’Antibes eine Rosenschule. Gemeinsam mit ihrem Vater züchtete Marie-Louise bereits im Alter von 15 Jahren ihre ersten Rosenhybriden.
Bei einem Treffen ihres Vaters mit dem französischen Rosenhändler und -züchter Antoine Meilland (1884–1971) lernte sie dessen Sohn Francis kennen, der einer der berühmtesten Rosenzüchter des 20. Jahrhunderts wurde. Mit Francis Meilland verlobte sie sich 1938 und heiratete ihn am 14. Januar 1939 in der Kapelle St. Benoit am Cap d’Antibes. Aus dieser Ehe gingen der Sohn Alain und die Tochter Michèle hervor. Marie-Louise Meilland arbeitete kontinuierlich im Familienunternehmen mit; sie engagierte sich erfolgreich in der Rosenzüchtung und erledigte die geschäftliche Korrespondenz. Nach dem frühen Tod ihres Ehemannes mit nur 46 Jahren im Jahr 1958 führte sie das Unternehmen zunächst allein weiter, bis ihr Sohn Alain die Geschäftsführung übernahm.

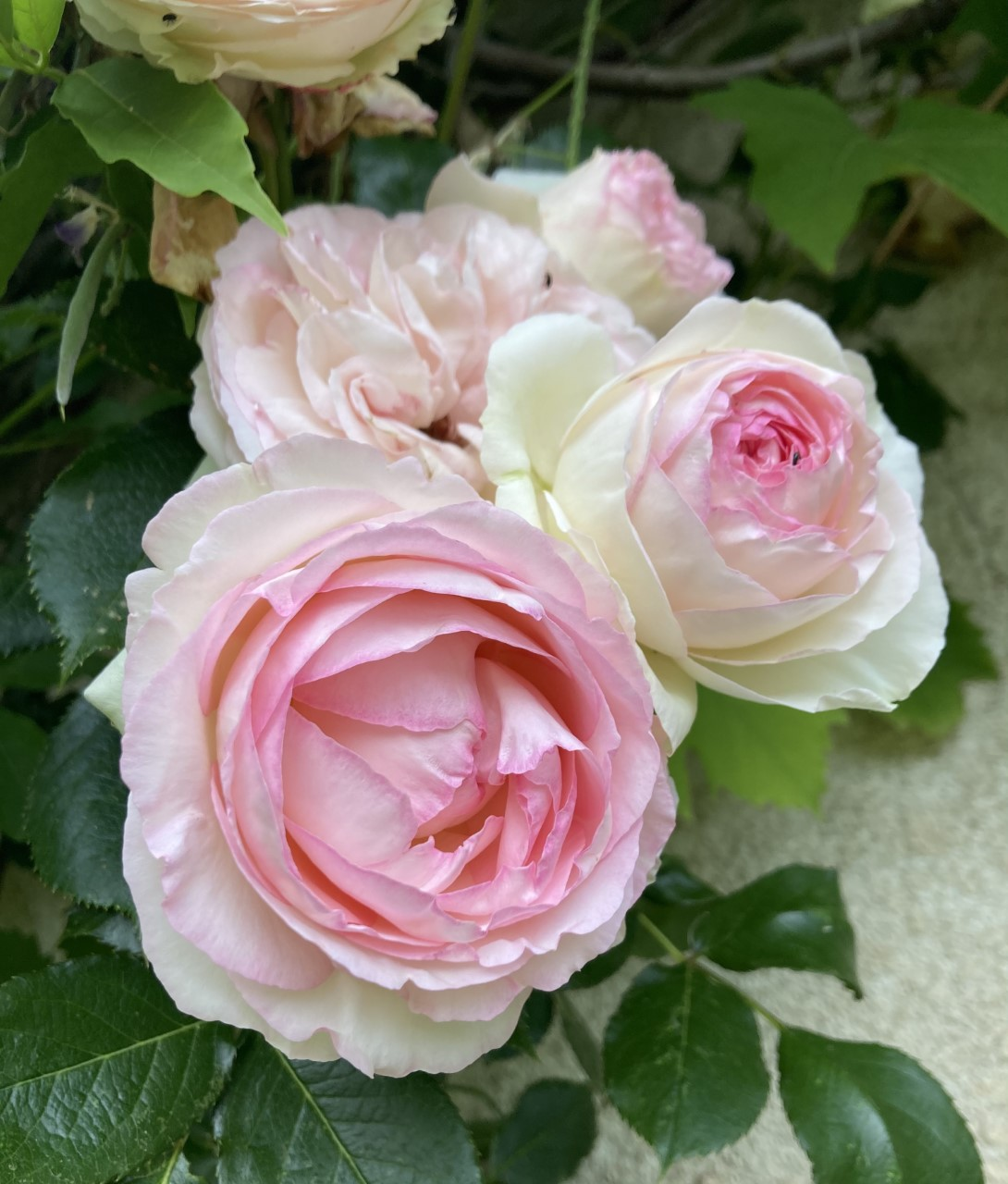
‘Pierre de Ronsard’ (syn. ’Eden Rose 85’), 1985

Bis ins hohe Alter züchtete Marie-Louise Meilland im Laufe mehrerer Jahrzehnte mehr als 120 neue Rosensorten, darunter Teehybriden, Floribunda- und Kletterrosen, von denen einige weltweit verbreitet sind und mehrfach ausgezeichnet wurden. Hierzu gehört ihre 1981 in Frankreich unter dem Namen ‘Pink Panther’ eingeführte lachsrosafarbene Teehybride, die in Deutschland als ‘Aachener Dom’ bekannt ist. Einige berühmte Persönlichkeiten ihrer Zeit wie beispielsweise die Opernsängerin Maria Callas, der Schauspieler Louis de Funès oder die Prinzessin von Monaco wurden dadurch geehrt, dass eine von Louisette Meillands Neuzüchtungen nach ihnen benannt wurde. Im Zusammenhang mit den Rosentaufen traf die Rosenzüchterin mit den Namenspaten zusammen und wurde gemeinsam mit ihnen in den Medien abgebildet. Die Rose ‘Sonia Meilland’ wurde nach ihrer Enkelin Sonia benannt.
Eine der berühmtesten Rosen von Marie-Louise Meilland ist die rosa-weiße Sorte ‘Pierre de Ronsard’ (syn. ’Eden Rose 85’, MEIviolin), die 1985 eingeführt und 2006 zur Weltrose gekürt wurde.
Marie-Louise Meilland wollte nie, dass eine ihrer neuen Rosensorten nach ihr selbst benannt würde. Diese beharrliche Weigerung umging ihre Familie, indem sie ihr die Rosensorte ‘Manou Meilland’ widmete, da sie von ihren Enkelkindern liebevoll „Manou“ (deutsch: „Großmütterchen“) genannt wurde.
Anfang März 1987 starb Marie-Louise Meilland im Alter von 66 Jahren in Antibes. Die Trauerfeierlichkeiten fanden in der Kapelle St. Benoit am Cap d’Antibes statt, in der sie auch getauft worden war und geheiratet hatte.

## Rosenzüchtungen von Marie-Louise Meilland (Auswahl)

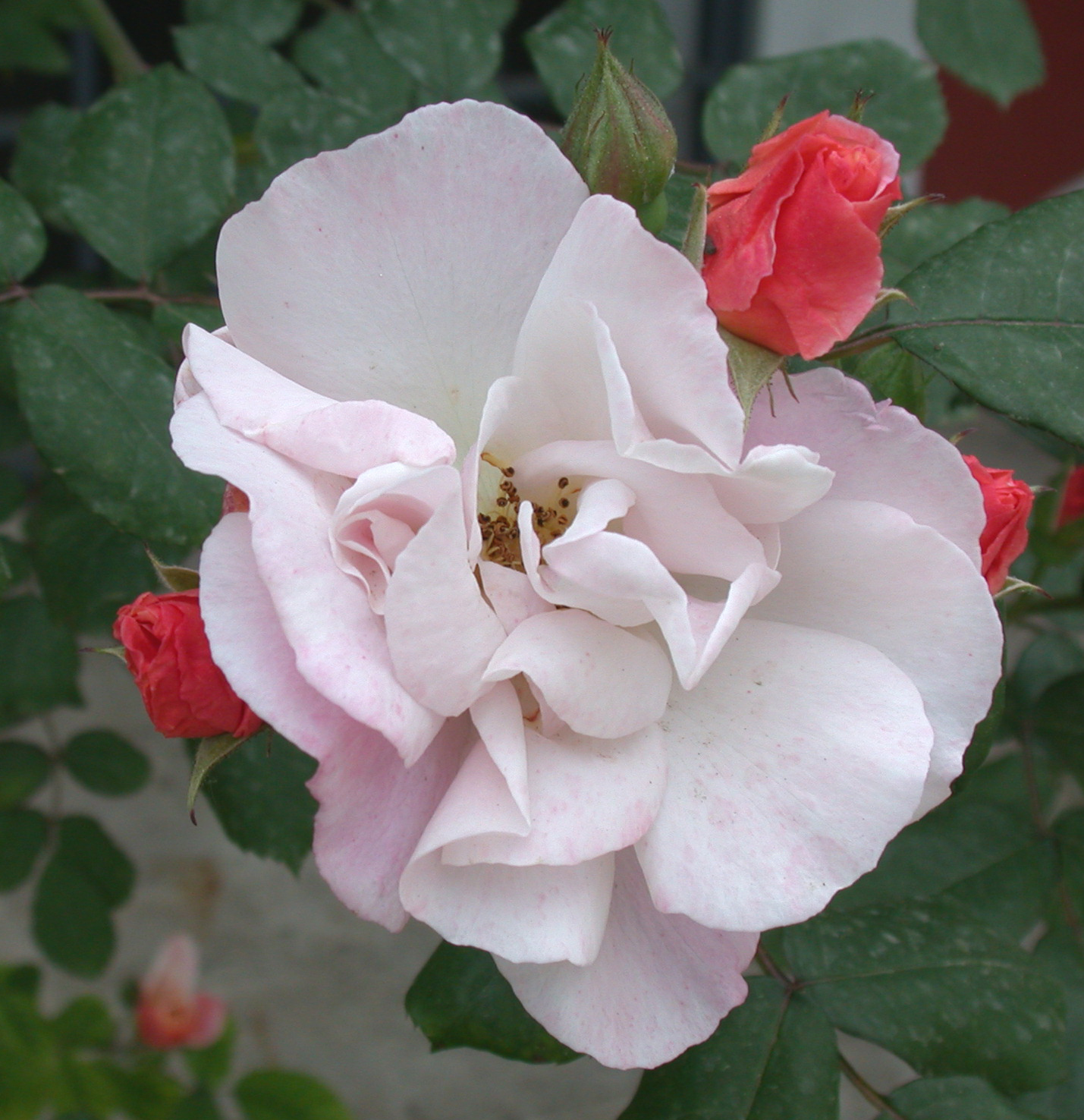
‘Clair Matin’ (1960)
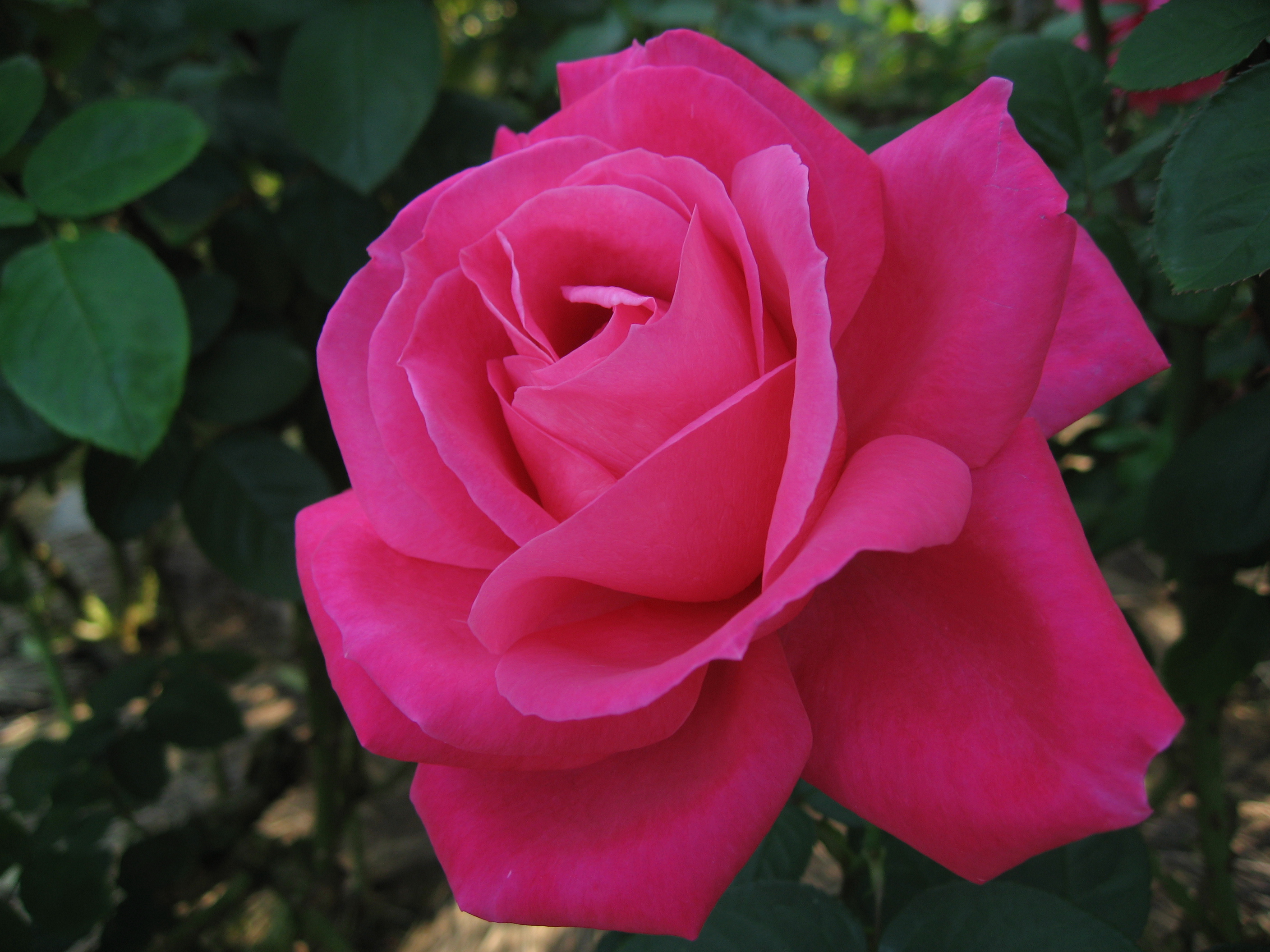
‘Maria Callas’ (1965)
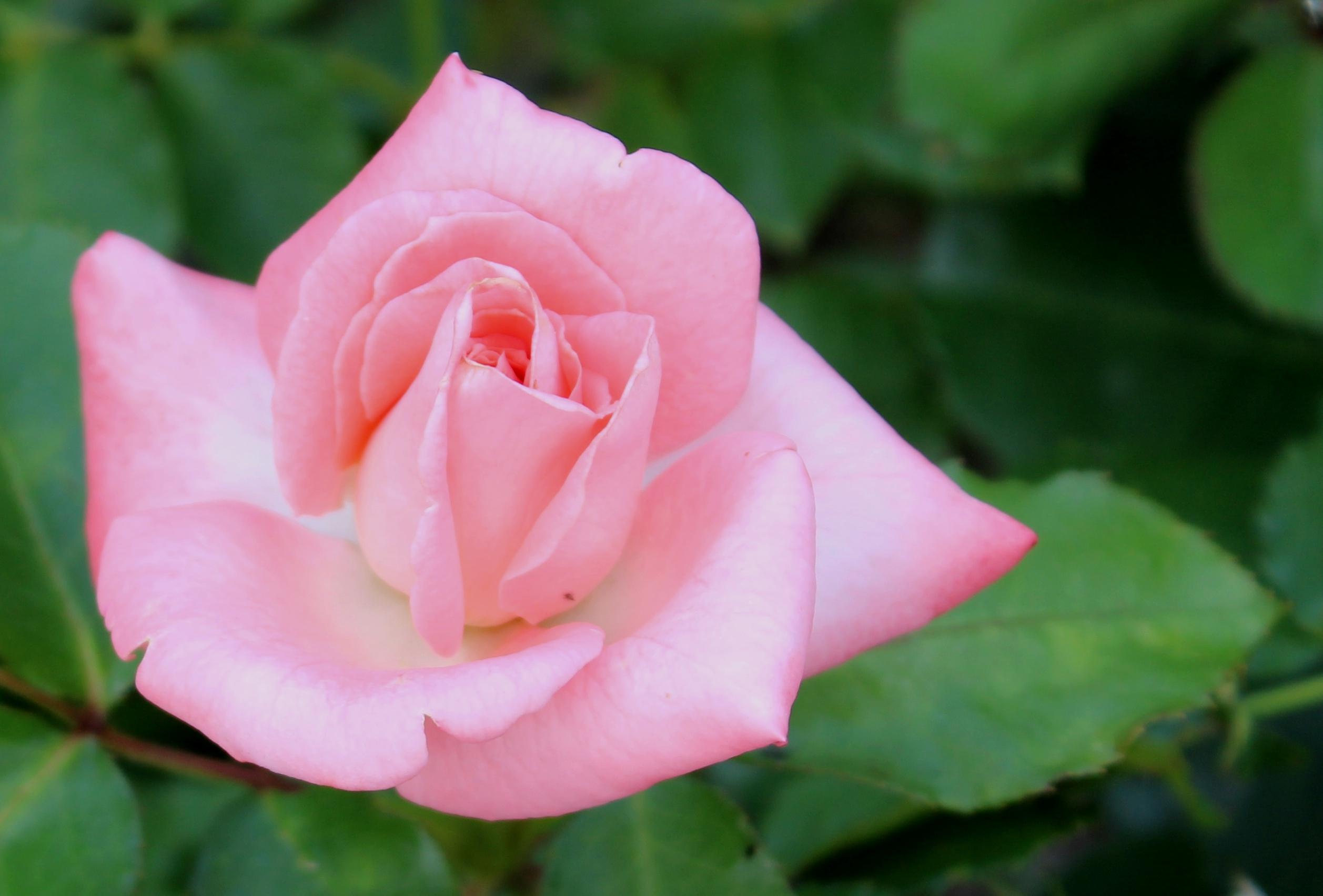
‘Sonia Meilland’ (1974)
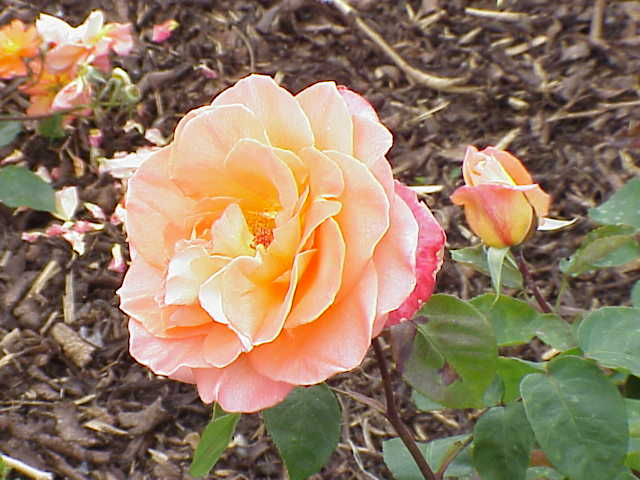
‘Ambassador’ (1977)
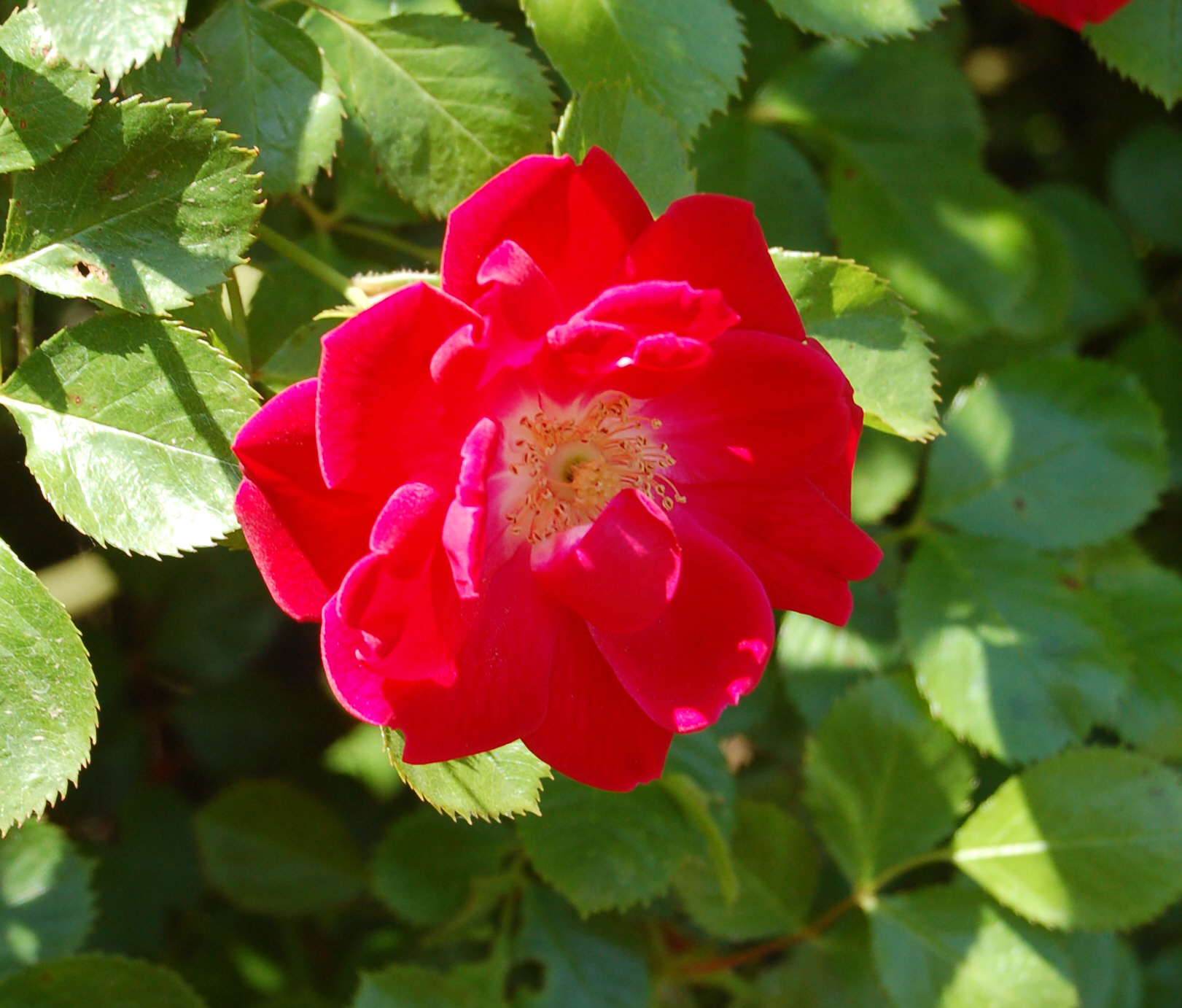
‘Fiona’ (1979)
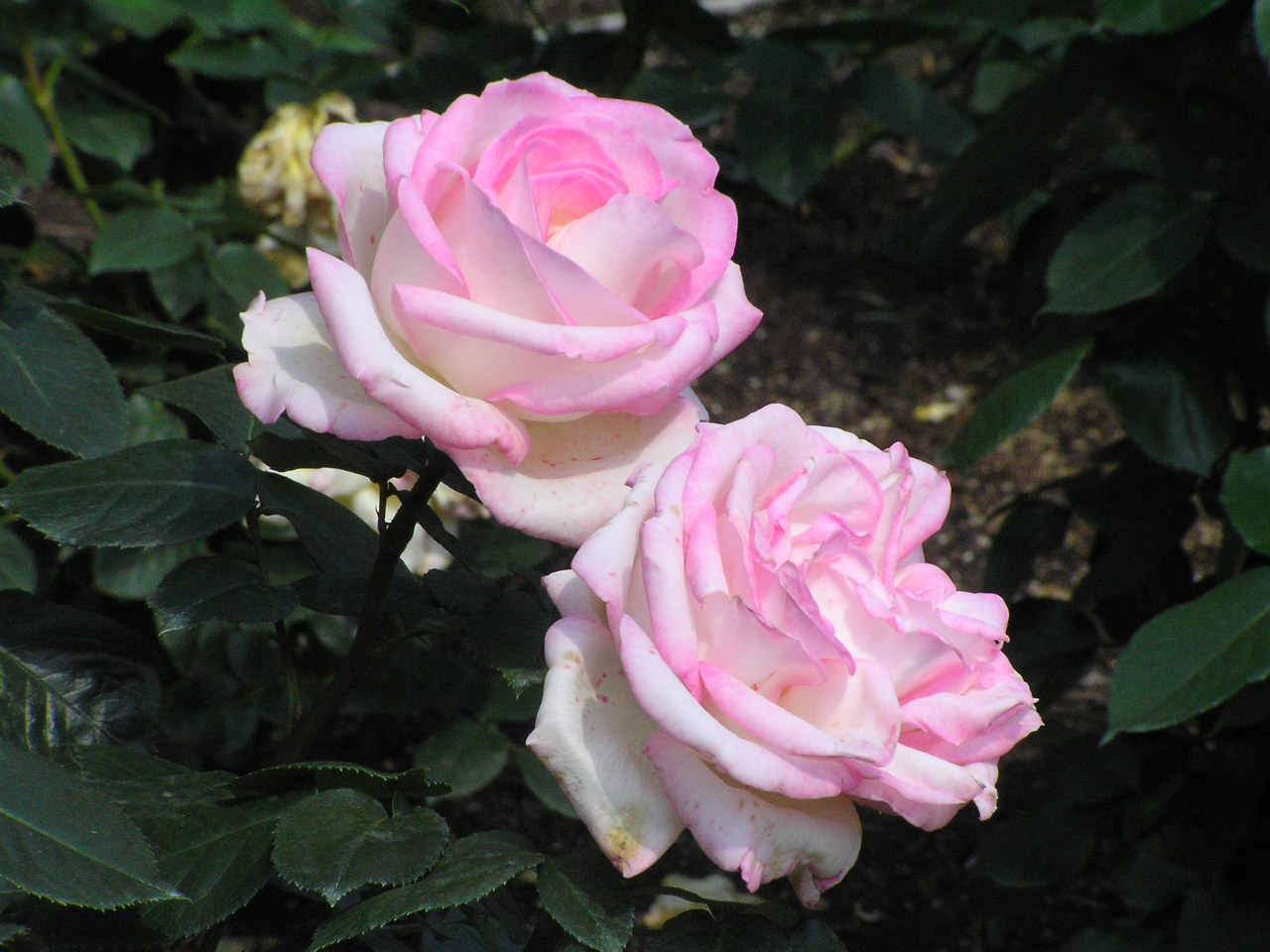
‘Princesse de Monaco’ (1981)
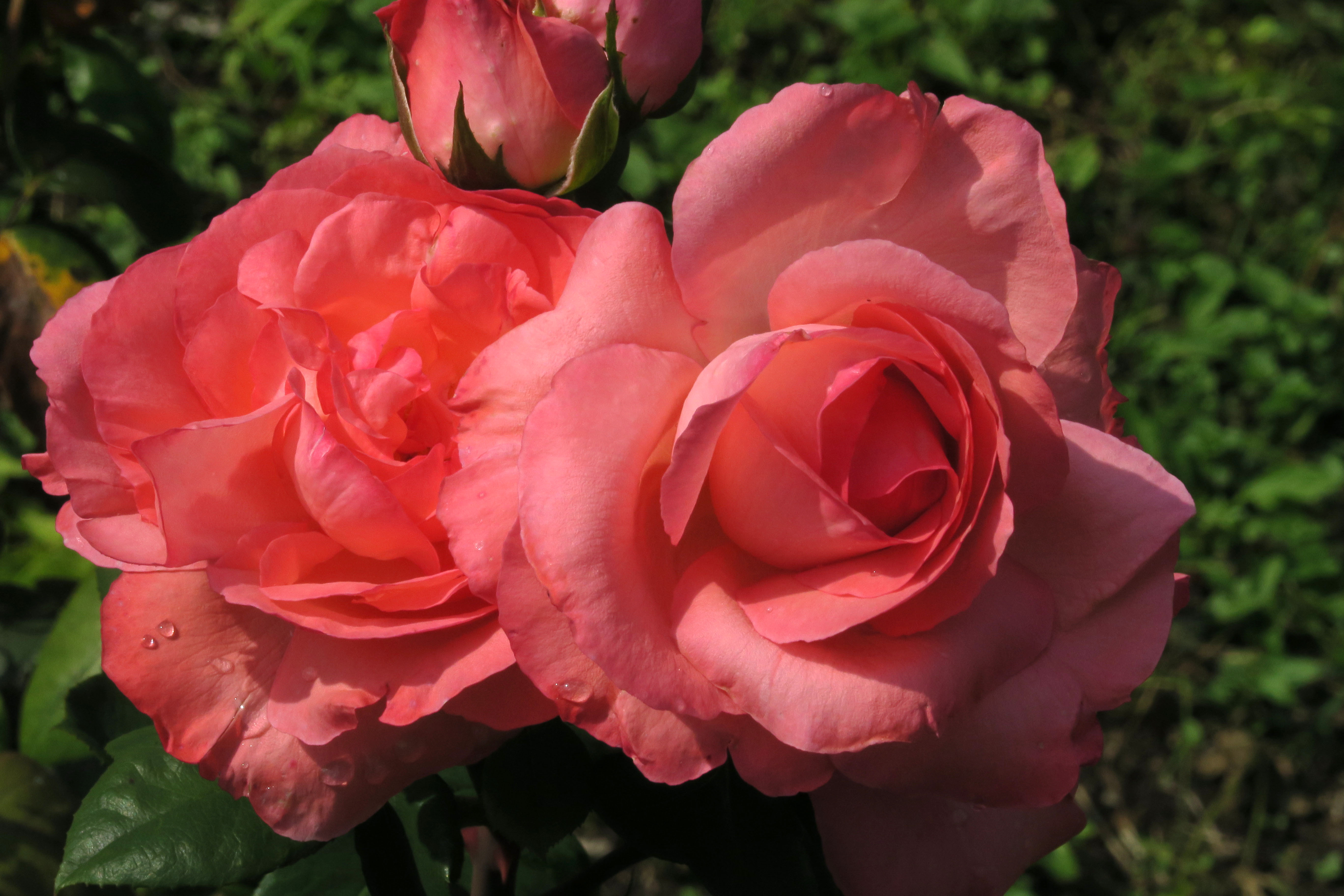
‘Aachener Dom’ (1981)
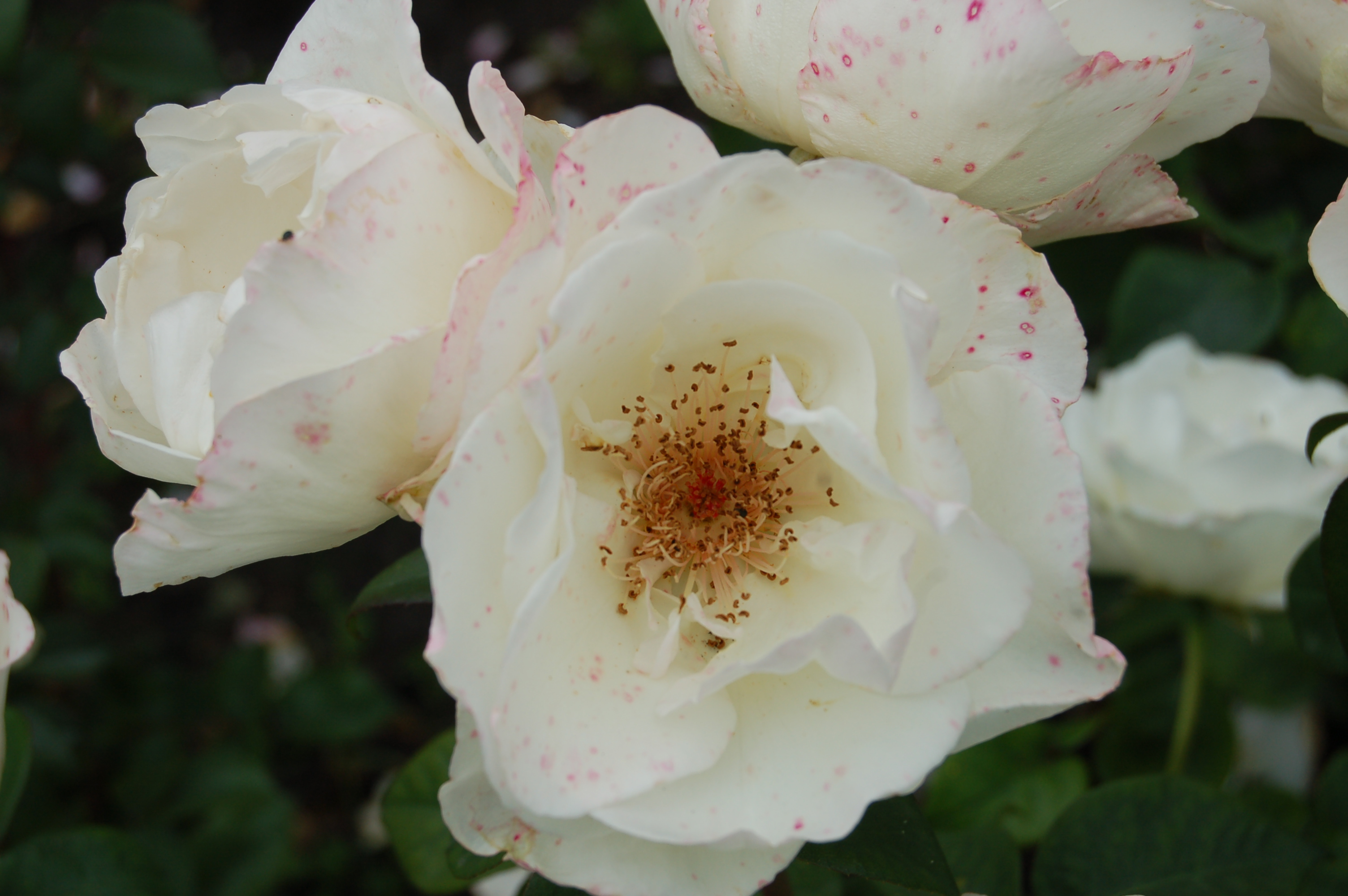
‘Alliance’ (1984)
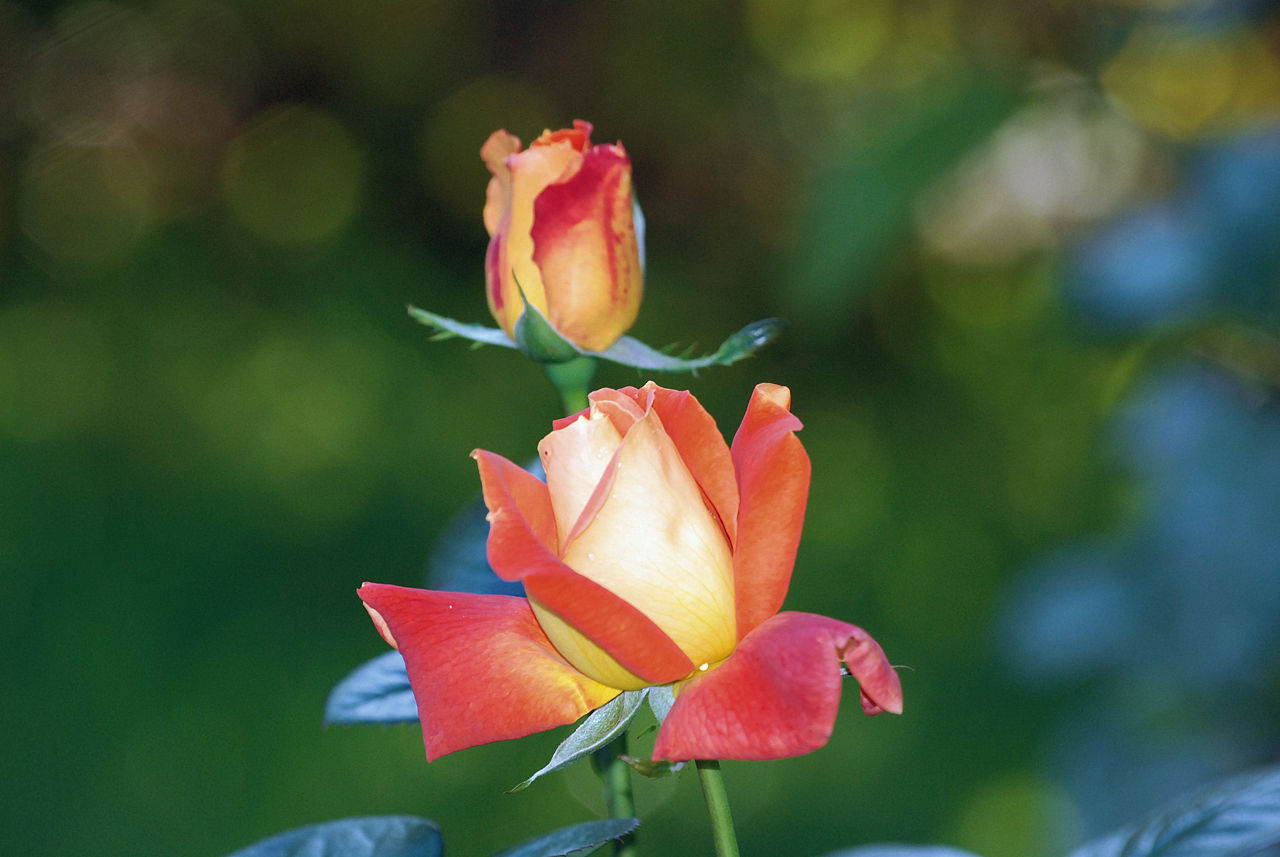
‘Louis de Funès’ (1987)

## Familie
Ihr Sohn Alain Antoine Meilland (* 25. Mai 1940) führte nach dem Tod seines Vaters das Unternehmen weiter. Ihre Tochter Michèle heiratete 1961 Raymond Richardier, dessen Vater der Unternehmenspartner ihres Vaters war, und führt das Familienunternehmen heute unter dem Namen Meilland-Richardier weiter.